# Championnats du monde d'Ironman 70.3 2019
Navigation
Édition précédente Édition suivante
Les championnats du monde d'Ironman 70.3 2019 se déroulent les 7 et 8 septembre 2019 à Nice en France. Ils sont organisés par la World Triathlon Corporation.

## Organisation

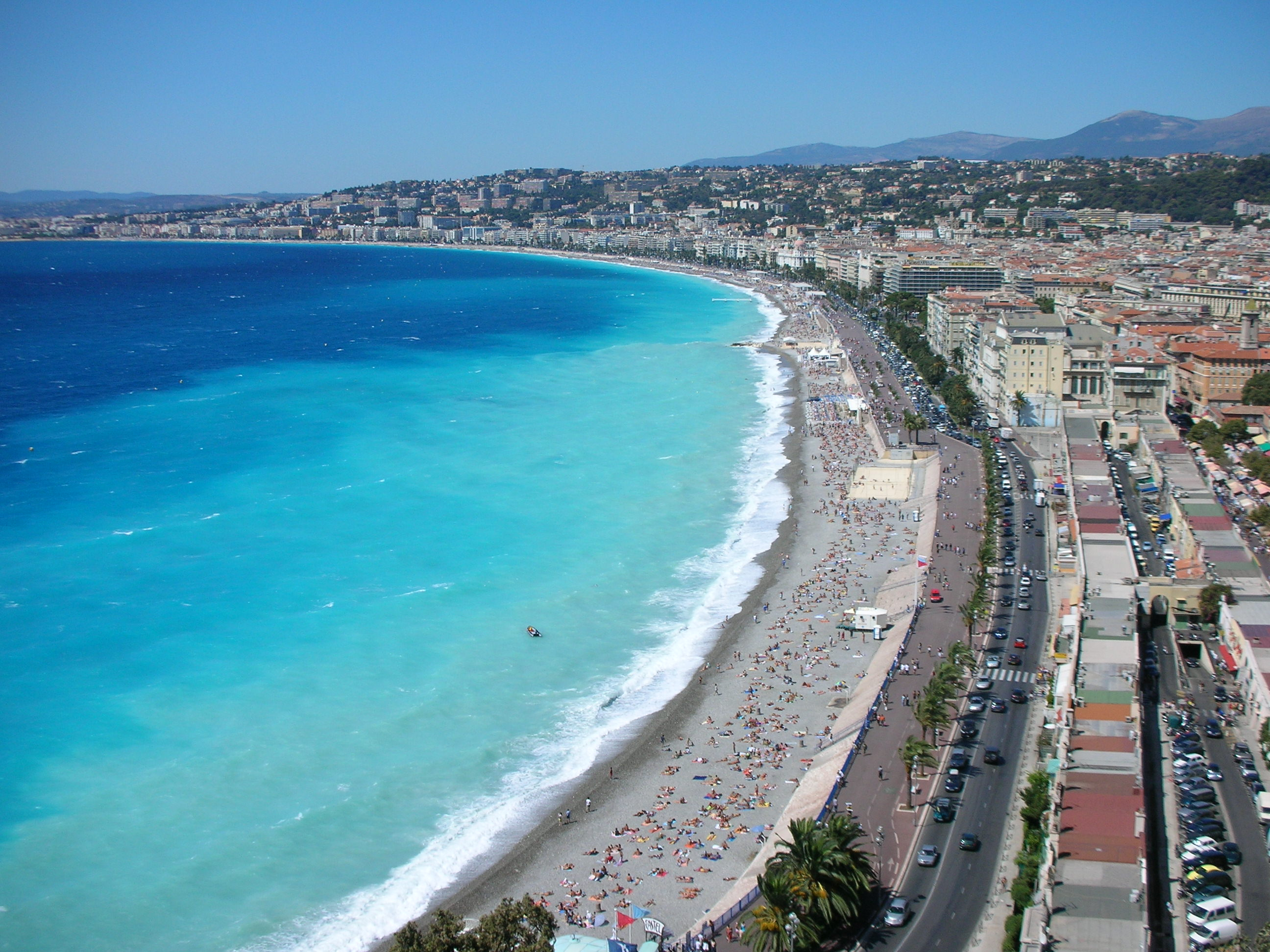
Nice-Front de mer

Le championnat du monde d'Ironman 70.3 réunit 5 700 concurrents qualifiés au travers du circuit international. L'épreuve se déroule durant deux jours. Le samedi 7 septembre est réservé aux triathlètes féminines, le dimanche 8 aux masculins. Il est organisé par la société Ironman France et la World Triathlon Corporation avec l'appui de la ville de Nice. Cette dernière bénéficie de la sorte du fort impact économique que procure l’événement, les organisateurs estimant à plus de 22,5 millions d'euros les retombées économiques sur les entreprises de la ville
Le parcours de natation d'1,9 kilomètre se déroule dans la mer Méditerranée au départ du quai des États-Unis et passant par la Baie des anges. Les triathlètes enchaînent ensuite avec un circuit vélo d'une seule boucle de 90,1 kilomètres qui comprend l'ascension du col de Vence au point culminant à 962 mètres avec des pentes entre 6 et 7%. L'épreuve se termine par une course à pied de 21,2 kilomètres en deux boucles sur la promenade des Anglais ou se tient la ligne d'arrivée.

## Résumé de course
L'élite du triathlon mondial longue distance est présente sur cette édition des championnats du monde. Pour les féminines, la tenante du titre, la Suissesse Daniela Ryf, fait de nouveau figure de grande favorite. Les prétendantes font partie des meilleurs mondiales, la Britannique Lucy Charles-Barclay vice-championne de cette même compétition en 2018 et sa compatriote Holly Lawrence, championne en 2016. D'autres compétitrices habituées de podium et des « top 10 » sur le circuit mondial comme la Brésilienne Pâmella Oliveira, la Tchèque Radka Kahlefeldt, la Suissesse Imogen Simmonds ou l'Australienne Ellie Salthouse entendent bien prendre part à la bataille pour le titre. Les Françaises Manon Genêt et Jeanne Collonge sont également au départ.
Chez les hommes, le plateau qui accueille les meilleurs mondiaux sur la distance voit aussi l'arrivée de spécialistes du courte distance, comme le Norvegien Kristian Blummenfelt qui remporte quelques semaines plus tôt l'étape de Lausanne des séries mondiales de triathlon. L'Espagnol Francisco Javier Gómez, deux fois détendeur du titre, le Britannique Alistair Brownlee champion olympique récemment reconverti aux distances plus longues, mais surtout quasiment tous les spécialistes du longue distance prennent le départ. Les Allemands Sebastian Kienle, Patrick lange et Andreas Böcherer ainsi que le Belge Frederik Van Lierde s'affichent tous comme de redoutables compétiteurs et prétendants au podium. L'absence du tenant du titre l'Allemand Jan Frodeno, laissant libre champ aux favoris pour une course de haut niveau. Coté français, Cyril Viennot, Romain Guillaume pour les plus expérimentés et Yvan Jarrige plus récent sur le circuit, tentent leur chance au sein de ce plateau extrêmement relevé.

### Daniela Ryf invincible

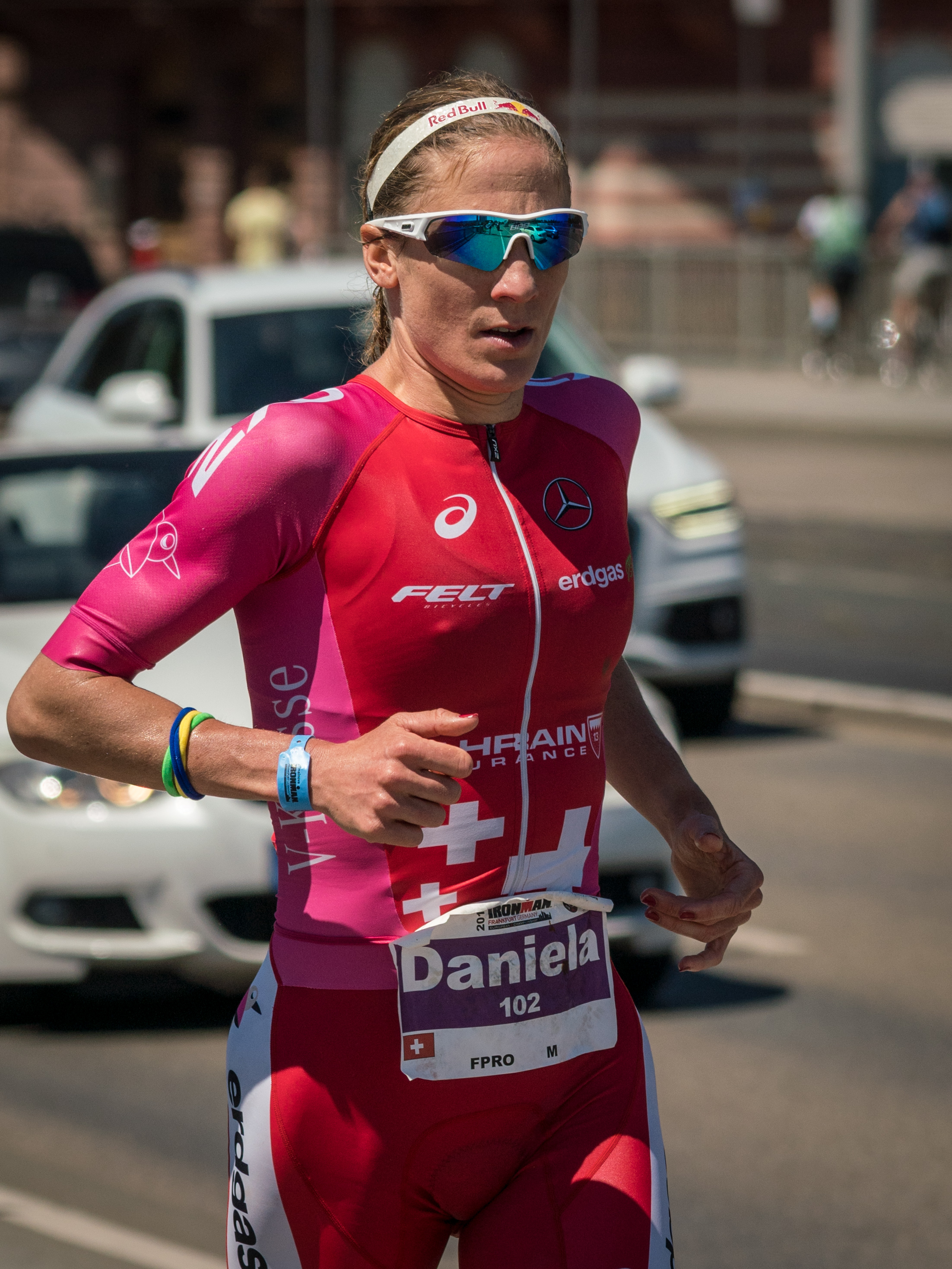
Daniela Ryf 2018.

Invaincue depuis trois ans, la Suissesse Daniela Ryf, grande favorite, s'impose de nouveau et remporte son 5e titre. La course est lancée à sept heures pour les professionnels et quelques minutes plus tard pour les amateurs des groupes d'âge. La partie natation est dominée par la Britannique Lucy Charles qui sort de l'eau avec une courte avance d'une minute sur la favorite et championne en titre, la Suissesse Daniela Ryf. Ne faisant pas mentir les pronostics, la championne du monde reprend rapidement le contrôle de la course sur la partie vélo, qu'elle maîtrise sans faiblir pour arriver à la seconde transition avec plus de deux minutes d'avance sur ses premières poursuivantes, la Britannique Holly Lawrence et l'autre Suissesse Imogen Simmonds. Le semi-marathon ne change pas l'ordre de la course, la championne en titre accroissant son avance sur cette dernière épreuve et passe la ligne d'arrivée sans pression, pour un troisième victoire consécutive sur cette compétition et un 5e titre de championne du monde d'Ironman 70.3. Holly Lawrence et Imogen Simmonds prennent la seconde et troisième place sur le podium. Manon Genêt, première Française, se classe dans le « Top 10 », à la 8e place,.

### Gustav Iden déjoue les pronostics
Le Norvégien Gustav Iden, jeune triathlète sur le circuit Ironman 70.3, remporte la palme d'or et devient champion du monde de cette distance à 23 ans. Au-delà de ce succès, l'édition consacre pour la première fois un « Top 10 » de triathlètes professionnels, comprenant plusieurs spécialistes des courtes distances et participant pour la plupart aux séries mondiales de triathlon (WTS). La course est lancée à sept heures pour les professionnels, pour une natation dans les eaux de la Méditerranée qui ne permet à aucun compétiteur de se détacher. Seize triathlètes sortent de l’eau dans la même minute, tous les favoris faisant partie de ce groupe. La partie vélo est entamée à très haut niveau par le champion olympique et vice-champion 2018, le Britannique Alistair Brownlee, décidé à imprimer un rythme très soutenu sur le parcours cycliste. Durant les 50 premiers kilomètres, il parvient à conserver la tête de course et à imprimer son tempo. Il est toutefois repris au 50e kilomètre par l'Américain Rodolphe Von Berg connaisseur du circuit, en tant que vainqueur de la répétition de 2018 et par Gustave Iden resté dans le sillage des deux triathlètes. Rendus ensemble à la seconde transition, c'est sur la partie course à pied du semi-marathon que se joue la victoire. Dès le début de l’ultime épreuve, le trio perd Rodolphe Von Berg qui ne peut soutenir le rythme imposé par Alistair Brownlee qui semble destiné au titre conformément aux pronostics. Toutefois, dès le sixième kilomètre, Gustave Iden porte ses attaques et se défait du champion olympique qui perd peu à peu du terrain sur le futur champion et ne parvient pas à combler son déficit. Gustave Iden passe la ligne d'arrivée en vainqueur, accueilli par deux anciennes gloires du triathlon international de Nice, les vétérans Mark Allen et Yves Cordier. Le Britannique prend la seconde place du championnat, non sans déception de n'avoir pas pu améliorer son résultat de l'an dernier. Rudy Von Berg résiste vaillamment au retour d'un autre Norvégien venant des WTS, Kristian Blummenfelt et prend la troisième place du podium. Aucun triathlète français n'entre dans le « Top 10 »,.

## Résultats du championnat du monde

### Top 10 - Hommes
| Pos.               | Temps           | Nom                  | Pays           | Détail temps | Détail temps | Détail temps    | Détail temps | Détail temps    |
| Pos.               | Temps           | Nom                  | Pays           | Natation     | T1           | Cyclisme        | T2           | Course à pied   |
| ------------------ | --------------- | -------------------- | -------------- | ------------ | ------------ | --------------- | ------------ | --------------- |
| Médaille d'or      | 3 h 52 min 35 s | Gustav Iden          | Norvège        | 23 min 55 s  | 1 min 53 s   | 2 h 17 min 25 s | 1 min 14 s   | 1 h 8 min 10 s  |
| Médaille d'argent  | 3 h 55 min 19 s | Alistair Brownlee    | Royaume-Uni    | 23 min 17 s  | 2 min 17 s   | 2 h 17 min 38 s | 1 min 27 s   | 1 h 10 min 43 s |
| Médaille de bronze | 3 h 56 min 45 s | Rodolphe Von Berg    | États-Unis     | 23 min 31 s  | 2 min 14 s   | 2 h 17 min 24 s | 1 min 23 s   | 1 h 12 min 15 s |
| 4                  | 3 h 59 min 21 s | Kristian Blummenfelt | Norvège        | 23 min 23 s  | 2 min 16 s   | 2 h 22 min 10 s | 1 min 35 s   | 1 h 9 min 59 s  |
| 5                  | 4 h 0 min 18 s  | Sebastian Kienle     | Allemagne      | 26 min 50 s  | 2 min 27 s   | 2 h 19 min 57 s | 1 min 35 s   | 1 h 9 min 31 s  |
| 6                  | 4 h 1 min 14 s  | Bart Aernouts        | Belgique       | 27 min 0 s   | 2 min 28 s   | 2 h 19 min 46 s | 1 min 26 s   | 1 h 10 min 36 s |
| 7                  | 4 h 1 min 30 s  | Javier Gomez         | Espagne        | 23 min 22 s  | 2 min 22 s   | 2 h 24 min 7 s  | 1 min 33 s   | 1 h 10 min 9 s  |
| 8                  | 4 h 2 min 15 s  | Sam Appleton         | Australie      | 23 min 19 s  | 2 min 33 s   | 2 h 23 min 1 s  | 1 min 29 s   | 1 h 11 min 56 s |
| 9                  | 4 h 3 min 9 s   | Bradley Weiss        | Afrique du Sud | 24 min 39 s  | 2 min 24 s   | 2 h 21 min 51 s | 1 min 35 s   | 1 h 12 min 43 s |
| 10                 | 4 h 4 min 36 s  | Ben Kanute           | États-Unis     | 23 min 21 s  | 2 min 11 s   | 2 h 20 min 57 s | 1 min 17 s   | 1 h 16 min 53 s |

### Top 10 - Femmes
| Pos.               | Temps           | Nom                  | Pays             | Détail temps | Détail temps | Détail temps    | Détail temps | Détail temps    |
| Pos.               | Temps           | Nom                  | Pays             | Natation     | T1           | Cyclisme        | T2           | Course à pied   |
| ------------------ | --------------- | -------------------- | ---------------- | ------------ | ------------ | --------------- | ------------ | --------------- |
| Médaille d'or      | 4 h 23 min 3 s  | Daniela Ryf          | Suisse           | 26 min 32 s  | 2 min 47 s   | 2 h 33 min 38 s | 1 min 33 s   | 1 h 18 min 37 s |
| Médaille d'argent  | 4 h 27 min 2 s  | Holly Lawrence       | Royaume-Uni      | 26 min 23 s  | 2 min 20 s   | 2 h 36 min 50 s | 1 min 23 s   | 1 h 20 min 8 s  |
| Médaille de bronze | 4 h 28 min 10 s | Imogen Simmonds      | Suisse           | 26 min 40 s  | 2 min 35 s   | 2 h 36 min 16 s | 1 min 31 s   | 1 h 21 min 10 s |
| 4                  | 4 h 31 min 7 s  | Chelsea Sodaro       | États-Unis       | 27 min 23 s  | 2 min 34 s   | 2 h 41 min 34 s | 1 min 43 s   | 1 h 17 min 56 s |
| 5                  | 4 h 31 min 50 s | Lucy Charles-Barclay | Royaume-Uni      | 25 min 23 s  | 2 min 42 s   | 2 h 42 min 3 s  | 1 min 26 s   | 1 h 20 min 19 s |
| 6                  | 4 h 33 min 38 s | Radka Kahlefeldt     | Tchéquie         | 26 min 37 s  | 2 min 32 s   | 2 h 43 min 2 s  | 1 min 30 s   | 1 h 19 min 59 s |
| 7                  | 4 h 34 min 6 s  | Amélia Watkinson     | Nouvelle-Zélande | 26 min 40 s  | 2 min 36 s   | 2 h 37 min 59 s | 1 min 33 s   | 1 h 25 min 21 s |
| 8                  | 4 h 34 min 14 s | Manon Genêt          | France           | 29 min 16 s  | 2 min 45 s   | 2 h 39 min 26 s | 1 min 33 s   | 1 h 21 min 16 s |
| 9                  | 4 h 34 min 26 s | Emma Pallant         | Royaume-Uni      | Splits N/A   |              |                 |              |                 |
| 10                 | 4 h 35 min 23 s | Sara Svensk          | Suède            | 29 min 23 s  | 2 min 40 s   | 2 h 44 min 12 s | 1 min 52 s   | 1 h 17 min 18 s |